# More Deadly Than the Male (film 1919)
More Deadly Than the Male è un film muto del 1919 diretto da Robert G. Vignola. La sceneggiatura di Julia Crawford Ivers si basa su The Female of the Species, racconto di Joseph Gollomb pubblicato su Saucy Stories.

## Trama

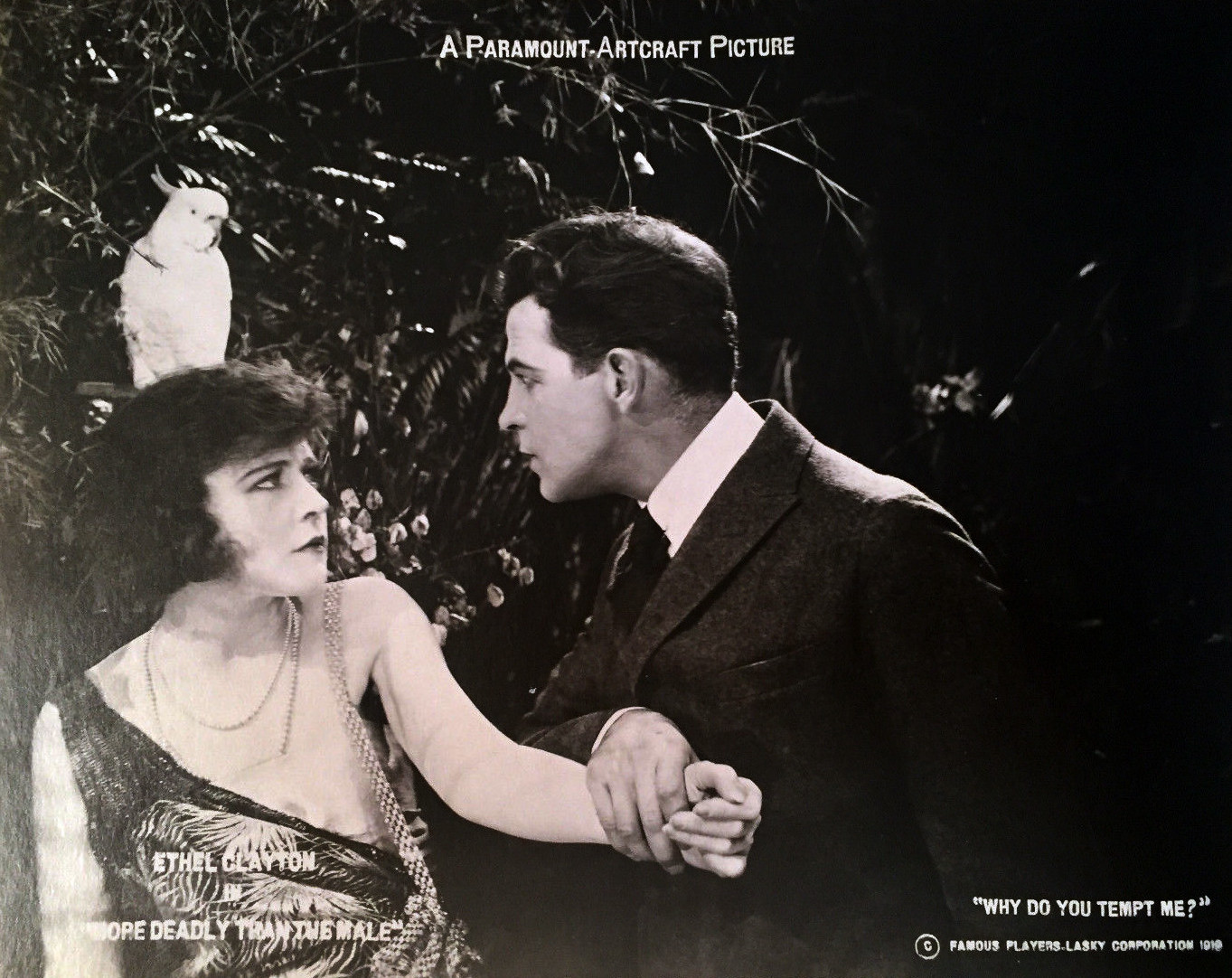
Cartolina pubblicitaria con Ethel Clayton e Edward Coxen

L'attrice Helen O'Hara flirta con il ricco Richard Carlin. Questi, un amante dell'avventura, dichiara che le relazioni tranquille lo annoiano e che lui, invece, ama il pepe del pericolo e del rischio, preferendo a una signora civilizzata una bella selvaggia africana, guardata a vista dai suoi maschi gelosi e muscolosi. Helen, appellandosi al suo senso di avventura, lo invita ad andare con lei tra i monti. Lì, Richard riesce ad abbracciare la donna, ma al campo arriva Terry, il marito di Helen, che li interrompe. I due uomini lottano tra di loro e Terry resta a terra gravemente ferito. Intanto, la diga della valle ha ceduto e Richard ed Helen si trovano a lavorare fianco a fianco per aiutare i bambini dell'ospedale. La donna confessa a Richard che loro due si erano già conosciuti all'università e che ora lei è innamorata di lui. Richard la rapisce e la porta a bordo di uno yacht. La polizia insegue e abborda l'imbarcazione: Richard si getta in acqua, rimanendo però colpito alla testa dalla lancia.
Quando si sveglia, scopre che è tutto un imbroglio di Helen: Terry è vivo e vegeto. Non solo: non è neanche suo marito, ma il fratello che si è prestato ad aiutarla a mettere su la commedia. Helen, insomma, ha coinvolto Richard in tutta una serie di avventure per dimostrargli che anche le donne "civilizzate" possono essere eccitanti e pericolose, portandolo - in questo modo - a farlo innamorare di lei.

## Produzione
Il film, prodotto dalla Famous Players-Lasky Corporation, venne girato nel settembre 1919; le riprese in esterni furono fatte nella Big Bear Valley mentre per gli interni si usarono i Bosworth-Morosco Studios a Los Angeles.

## Distribuzione
Il copyright del film, richiesto dalla Famous Players-Lasky Corp., fu registrato il 3 novembre 1919 con il numero LP14410.
Distribuito dalla Paramount Artcraft Picture, il film - presentato da Jesse L. Lasky - uscì nelle sale cinematografiche statunitensi nel 1919, presentato in prima a New York il 9 dicembre.
Non si conoscono copie ancora esistenti della pellicola che viene considerata presumibilmente perduta.